# 拉菲尔·科埃略
拉菲尔·科埃略（Rafael Coelho，1988年5月20日—），全名拉菲尔·科埃略·路易斯（Rafael Coelho Luiz），是一名巴西职业足球运动员，司职前锋。现在效力于中超球队长春亚泰。

## 俱乐部生涯
拉菲尔·科埃略在巴西球队费古埃伦斯开始职业足球生涯，2008年夏季曾经试训荷兰足球甲级联赛球队烏德勒支，但没有获得成功。2009赛季，他在巴西足球乙级联赛中代表费古埃伦斯打进17个进球，和埃尔顿、马塞罗·尼卡西奥一起分享2009年巴西足球乙级联赛最佳射手称号。2009年12月，拉菲尔·科埃略转会至巴西体育，之后立即被巴西体育租借到瓦斯科达伽马锻炼。2010年5月，他再次前往欧洲试训，这次的目的地是苏格兰足球超级联赛球队哈茨，但依然没有获得欧洲球队的合同。
2011年，拉菲尔·科埃略被租借到巴西足球甲级联赛球队阿瓦伊。他为阿瓦伊在各项比赛中出场44次，打进19球，其中在巴西杯中打进5球，和阿德里亚诺、阿莱西桑德罗、克莱伯和威廉一起成为杯赛的最佳射手。他在2011赛季巴甲联赛出场24次，打进6球，没有挽救阿瓦伊以联赛最后一名的成绩降级的命运。
2012年1月，拉菲尔·科埃略转会加盟中国足球超级联赛升班马广州富力。2014年，拉斐尔加盟长春亚泰。

## 荣誉

### 国家队
- 巴西U18
  - 仙台杯冠军：2006

### 个人
- 巴西足球乙级联赛最佳射手：2009
- 巴西杯最佳射手：2011